# Olocausto nella Serbia occupata

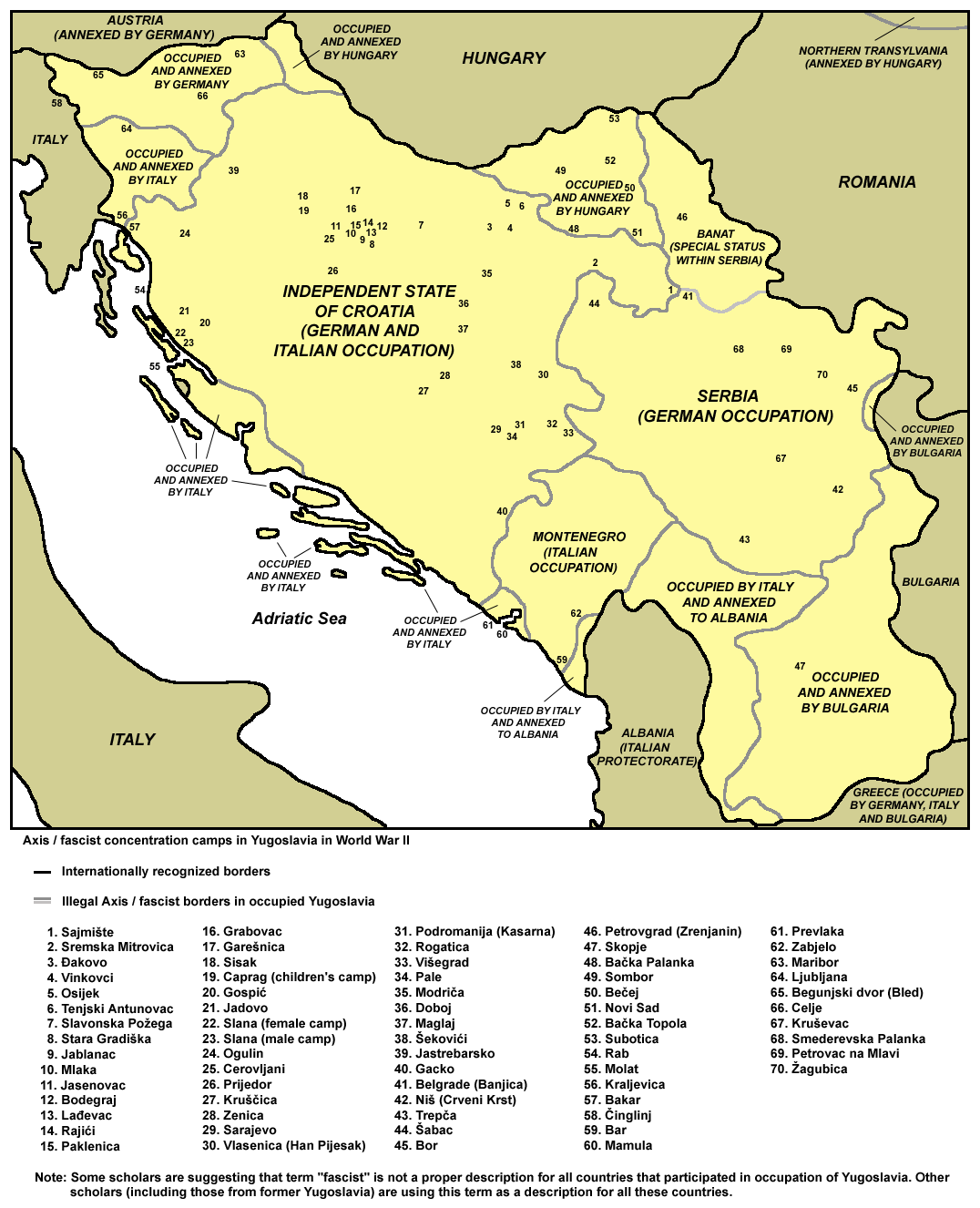
Mappa dei campi di concentramento in Jugoslavia durante la seconda guerra mondiale

L'Olocausto nella Serbia occupata dai tedeschi fece parte dell'Olocausto di livello europeo, il genocidio nazista contro gli ebrei durante la seconda guerra mondiale, avvenuto nel territorio del comandante militare in Serbia, istituito dopo l'invasione della Jugoslavia dell'aprile 1941 e amministrato militarmente dal Terzo Reich.
I crimini furono commessi principalmente dalle autorità tedesche con l'attuazione delle politiche razziali naziste, assistite dalle forze collaborazioniste dei successivi governi fantoccio instaurati dai tedeschi. Le autorità di occupazione introdussero immediatamente le leggi razziali, etichettando ebrei e rom come Untermensch. Nominarono anche due governi serbi fantoccio per svolgere i compiti amministrativi e civili in conformità con la direzione e la supervisione tedesca.
Gli ebrei furono l'obiettivo principale, ma anche i rom furono presi di mira per l'eliminazione. Gli autori dell'Olocausto furono le forze della Wehrmacht di stanza nella Serbia occupata. Il motore principale dello sterminio fu l'esercito regolare tedesco: svolsero le operazioni con l'assistenza del governo fantoccio di Milan Nedić e dell'organizzazione fascista Movimento Nazionale Jugoslavo, meglio nota come ZBOR, di Dimitrije Ljotić, che aveva il controllo congiunto del campo di concentramento di Banjica a Belgrado insieme alla Gestapo tedesca.
Gli omicidi furono eseguiti principalmente nei campi di concentramento e con l'uso dei gaswagen. Nel maggio 1942, la Serbia occupata divenne uno dei primi territori dichiarati judenfrei, i nazisti uccisero sistematicamente circa 18 000 ebrei serbi nel territorio occupato.
I principali autori dell'Olocausto in Serbia, cioè gli ufficiali nazisti tedeschi Harald Turner, August Meyszner e Johann Fortner, furono estradati in Jugoslavia dopo la guerra, dove furono processati e giustiziati. Milan Nedić fu imprigionato dalle autorità jugoslave, ma si suicidò subito dopo, mentre Ljotić morì in un incidente d'auto. Nel 2019, 139 serbi sono stati riconosciuti come Giusti tra le nazioni.

## Contesto storico

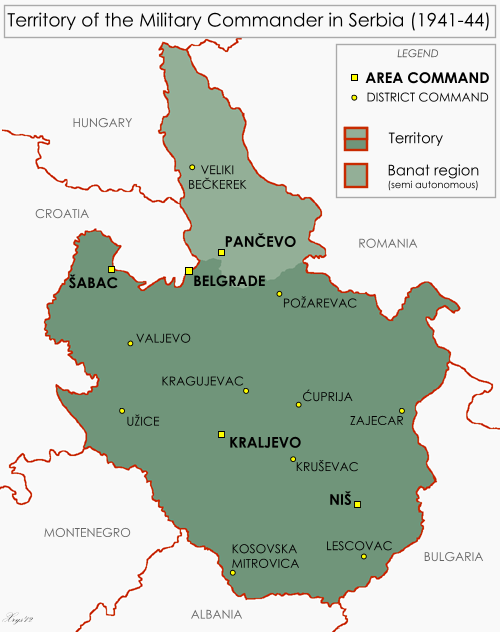
Territorio del comandante militare in Serbia

Il Ministro degli Esteri jugoslavo Anton Korošec, sacerdote cattolico di rito romano e leader dei conservatori sloveni, dichiarò nel settembre 1938 che "la questione ebraica non esisteva in Jugoslavia [...] I rifugiati ebrei dalla Germania nazista non sono i benvenuti qui". Nel dicembre 1938, fu destituito il rabbino Isaac Alkalai, unico membro ebreo del governo.
Il 25 marzo 1941, il principe Paolo di Jugoslavia firmò il Patto Tripartito, alleando il Regno di Jugoslavia con le potenze dell'Asse. Il Patto fu estremamente impopolare, in particolare in Serbia e Montenegro, dove scoppiarono alcune manifestazioni di protesta. Il 27 marzo, gli ufficiali militari serbi rovesciarono il principe Paolo, il nuovo governo ritirò il suo sostegno all'Asse, pur non ripudiando il Patto Tripartito. Nonostante tutto, le forze dell'Asse, guidate dalla Germania nazista, invasero la Jugoslavia nell'aprile 1941.
Le forze dell'Asse smembrarono la Serbia, in questo modo l'Ungheria, la Bulgaria, l'Italia e lo Stato Indipendente di Croazia occuparono e annetterono vaste aree. Nella Serbia centrale gli occupanti tedeschi stabilirono il Territorio del Comandante Militare in Serbia (Gebiet des Militärbefehlshabers in Serbien), l'unica area della Jugoslavia sotto il diretto governo militare tedesco dove l'amministrazione quotidiana del territorio fu controllata dai tedeschi a capo dell'amministrazione militare. Il comandante militare tedesco in Serbia nominò un governo fantoccio civile serbo per svolgere i compiti amministrativi in conformità con la direzione e la supervisione tedesche. La polizia e l'esercito del governo fantoccio furono posti direttamente sotto i comandanti tedeschi.
Nel luglio 1941 iniziò in Serbia una grande rivolta contro gli occupanti tedeschi che portò all'istituzione della Repubblica di Užice, il primo territorio liberato in Europa durante la seconda guerra mondiale. Con l'ordine personale di Hitler di schiacciare la resistenza, l'esercito tedesco iniziò a giustiziare decine di migliaia di civili serbi, tra cui migliaia di ebrei. Per aiutare a reprimere la ribellione, i tedeschi nell'agosto 1941 misero in moto il governo fantoccio di Milan Nedić, a cui fu anche affidata la responsabilità di molte attività legate all'Olocausto, tra cui la registrazione e l'arresto degli ebrei e il controllo congiunto sul campo di concentramento di Banjica a Belgrado.

## L'Olocausto

### Normative antisemite

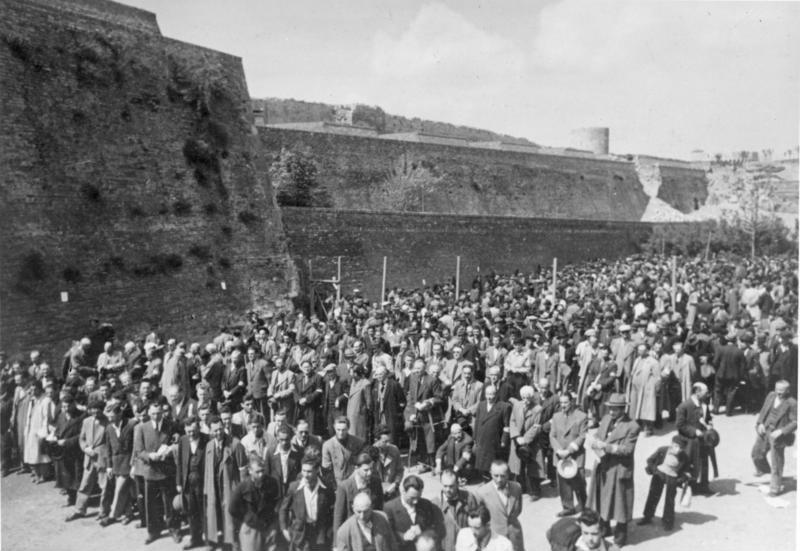
Ebrei radunati dai tedeschi dopo l'invasione della Jugoslavia da parte dell'Asse.

Il 13 aprile 1941, prima che l'esercito reale jugoslavo capitolasse formalmente, Wilhelm Fuchs, capo dell'Einsatzgruppen con sede a Belgrado, ordinò la registrazione degli ebrei della città: in base all'ordine emanato, si stabilì che tutti coloro che non si fossero registrati sarebbero stati fucilati. Poco dopo, il colonnello von Keisenberg emanò un ulteriore decreto che limitò la loro libertà di movimento.
Il 29 aprile 1941, il capo dell'amministrazione militare tedesca in Serbia, Harald Turner, emise l'ordine di registrare tutti gli ebrei e gli zingari nella Serbia occupata dai tedeschi: l'ordinanza prescrisse l'uso dei bracciali gialli, introdusse il lavoro forzato e il coprifuoco, limitò l'accesso a cibo e provviste, vietò l'uso dei trasporti pubblici.
Il 30 maggio, il comandante militare tedesco in Serbia, Helmuth Förster, emanò le principali leggi razziali, Il regolamento sugli ebrei e gli zingari (in tedesco: Verordnung Betreffend Die Juden und Zigeuner), che definì chi fosse da considerarsi ebreo e chi zingaro: la legge escluse gli ebrei e i rom dalla vita pubblica ed economica, i loro beni furono sequestrati, furono obbligati a iscriversi in appositi registri (Judenregister e Zigeunerlisten) e anche obbligati ai lavori forzati. Inoltre, l'ordinanza prescrisse l'obbligo di indossare il bracciale giallo per ebrei e rom, inoltre vietava loro di lavorare nelle istituzioni pubbliche o di esercitare professioni come legge, medicina, odontoiatria, veterinaria e farmacia, nonché di visitare cinema, teatri, spettacoli locali, bagni pubblici, campi sportivi e mercati.

### Inizio della persecuzione

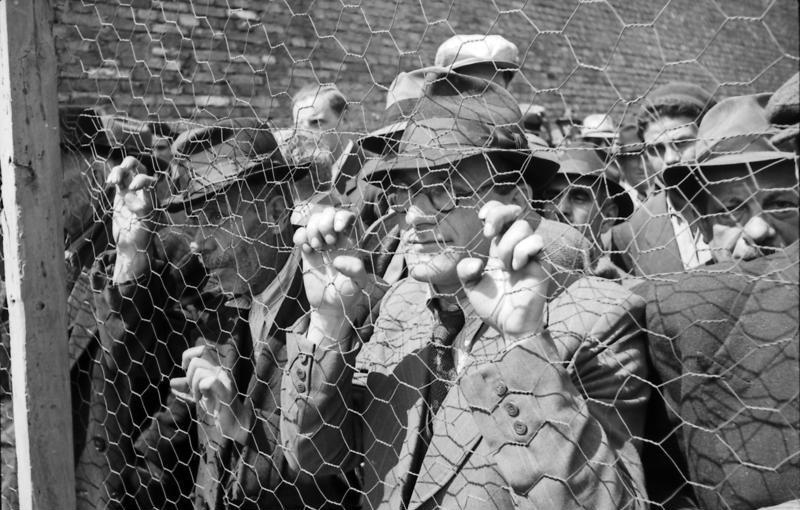
Ebrei arrestati a Belgrado nel 1941.

Già dai primi giorni dell'occupazione, i membri delle Einsatzgruppen Jugoslavia iniziarono a saccheggiare le imprese ebraiche. Successivamente queste attività furono confiscate, secondo i regolamenti antisemiti tedeschi, spesso cedute al controllo del Volksdeutsche locale. Furono confiscati anche tutti gli altri beni immobili e personali ebraici, oltre alle proprietà religiose.
Una forma speciale di furto fu "il contributo" che gli ebrei di Belgrado furono costretti a pagare per i "danni della guerra d'aprile provocati dagli ebrei ai tedeschi", pari a 12 000 000 di dinari. Inoltre, i tedeschi costrinsero gli ebrei di Belgrado a versare altri 1 400 000 dinari in un "Fondo per la soppressione delle azioni ebraiche-comuniste".
Sia tedeschi che Volksdeutsche maltrattarono e picchiarono gli ebrei per le strade, mentre a Belgrado sia Volksdeutsche che sostenitori di Ljotić catturarono gli ebrei più anziani, maltrattandoli bestialmente, in più distrussero e profanarono i templi ebraici.
I tedeschi arruolarono tutti gli uomini ebrei tra i 14 e i 60 anni insieme a tutte le donne ebree tra i 16 e i 40 anni per svolgere i lavori forzati per 17 e 18 ore al giorno, senza riposo: furono costretti a sostenere il lavoro più faticoso, inclusi la rimozione dei detriti e dei corpi lasciati dal vasto bombardamento tedesco di Belgrado; coloro che non riuscirono a tenere il passo, furono fucilati dalle guardie tedesche. La distruzione degli ebrei serbi da parte dei nazisti tedeschi fu effettuata in due fasi distinte.

### L'uccisione degli uomini ebrei

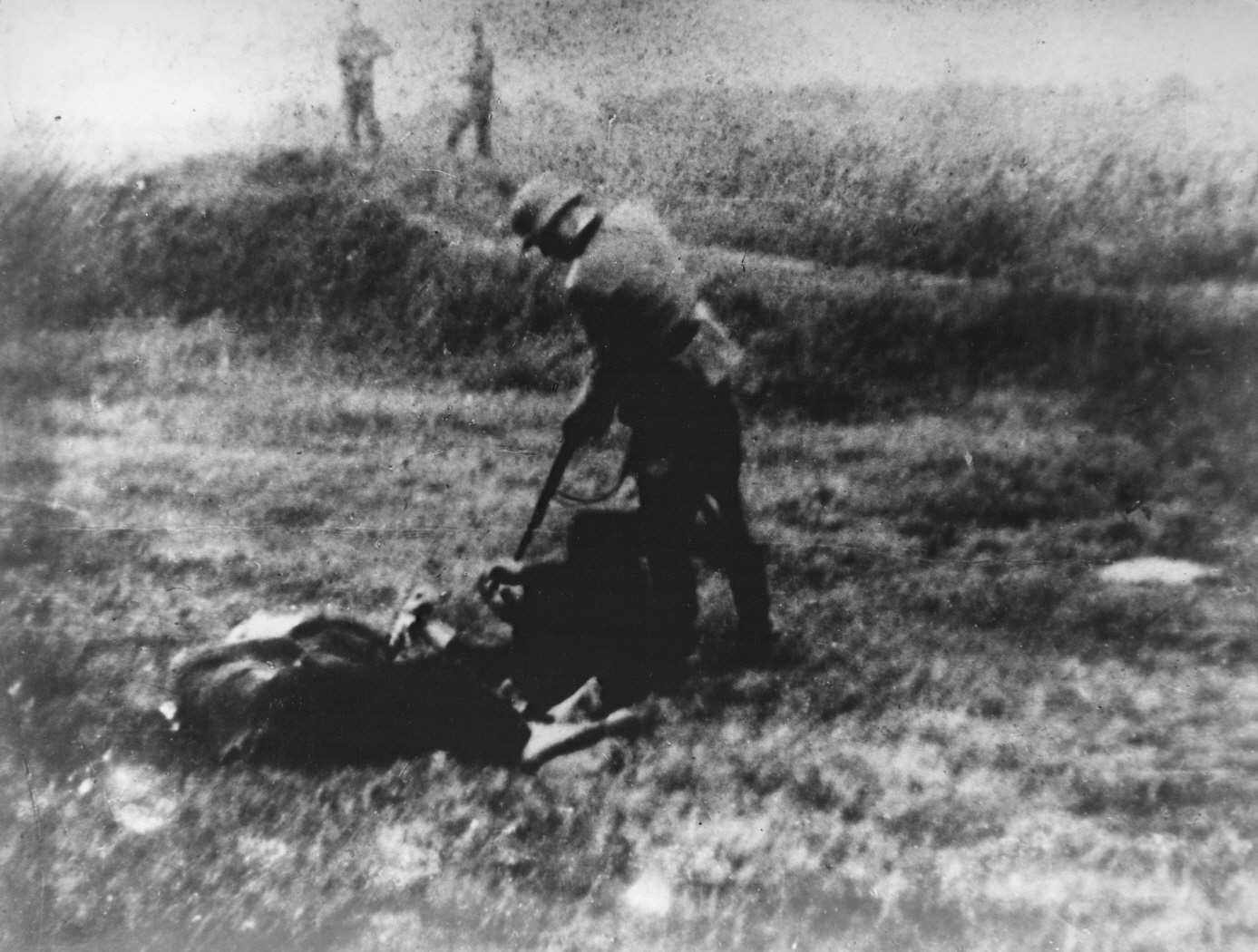
Soldato tedesco che punta la pistola contro un prigioniero a Jajinci, dove furono giustiziati molti ebrei

La prima fase genocida, tra luglio e novembre 1941, ha coinvolto l'omicidio degli uomini ebrei, fucilati come parte delle esecuzioni per la rappresaglia effettuata dalle forze tedesche in risposta alla crescente insurrezione partigiana in Serbia.
Nell'ottobre del 1941, il generale tedesco Franz Böhme ordinò l'esecuzione di 100 civili per ogni soldato tedesco ucciso e 50 per ogni ferito. L'ordine di Böhme affermò che gli ostaggi dovevano essere presi tra "tutti i comunisti, persone sospettate di essere comuniste, tutti gli ebrei e un dato numero di abitanti nazionalisti e di mentalità democratica". Complessivamente circa 30 000 civili serbi furono giustiziati dai nazisti durante i primi 2 mesi di questa fase politica, tra questi 5 000 uomini ebrei, o quasi tutti i maschi ebrei di età superiore ai 14 anni in Serbia e nel Banato.

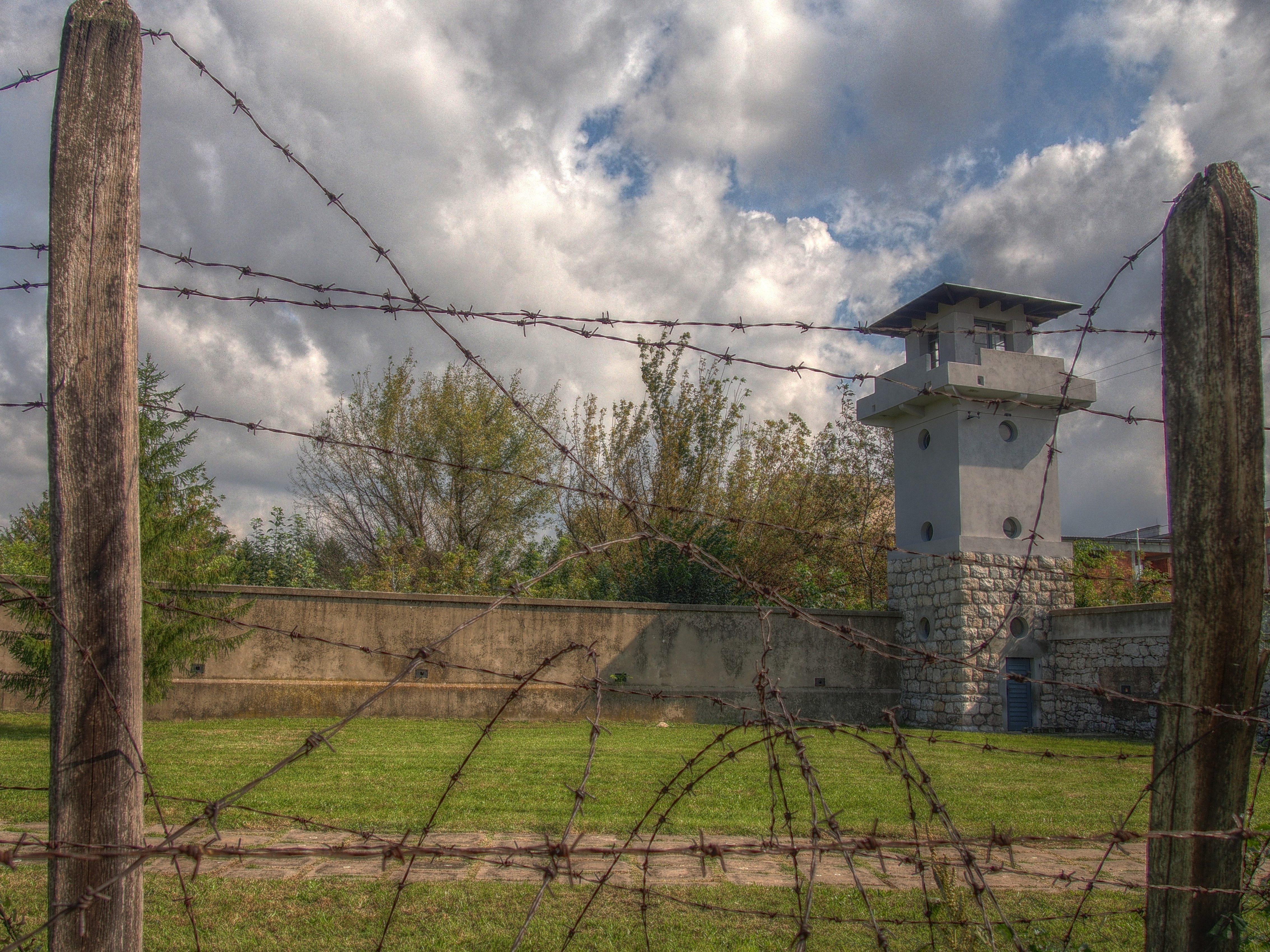
Campo di concentramento di Crveni Krst

Entro la fine dell'estate 1941, la Gestapo e il Volksdeutsche locale avevano già radunato tutti gli ebrei nel Banato e li avevano trasferiti nei campi di concentramento di Topovske Šupe e Sajmište. I tedeschi effettuarono il primo arresto a Belgrado nell'aprile 1941. Da agosto a novembre 1941, i tedeschi radunarono i maschi ebrei adulti nel resto della Serbia e li seppellirono a Topovske Šupe. Queste persone costituirono la principale riserva di ostaggi ebrei da fucilare come parte della politica di rappresaglia tedesca nel giustiziare i civili serbi: i tedeschi presero e giustiziarono gli ebrei nei campi di sterminio di Jajinci, Jabuka (vicino a Pančevo), ecc. 500 ebrei del Banato furono giustiziati a Delibatska peščara nel Banato meridionale, mentre alcuni ebrei furono uccisi come parte delle esecuzioni di massa tedesche altrove, come nel caso dei massacri di Kragujevac e Kraljevo. In questo modo, nel novembre del 1941, "non ci fu più alcun ebreo maschio vivente che potesse essere usato come ostaggio".

### L'uccisione delle donne e dei bambini

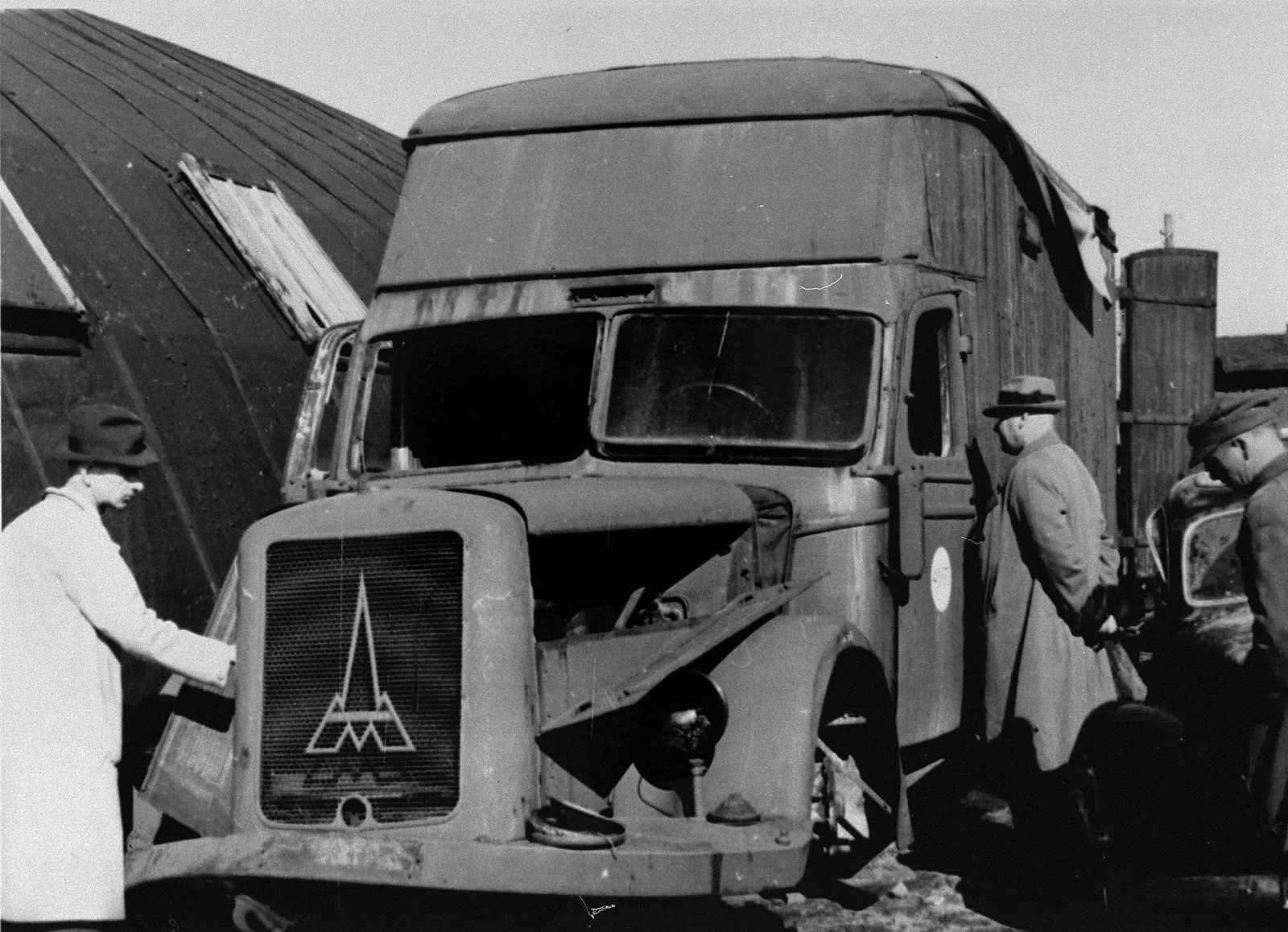
Gaswagen tedesco, simile a quello usato a Sajmište per gasare donne e bambini ebrei. I gas del tubo di scarico venivano deviati nel vano sigillato sul retro: erano sufficienti 10-15 minuti per uccidere fino a 100 persone rinchiuse nel vano posteriore

La seconda fase genocida, tra il dicembre 1941 e il maggio 1942, comportò l'incarcerazione delle donne e dei bambini nel campo di concentramento di Sajmište, e la loro successiva gasazione usando i gaswagen.
Il campo di concentramento fu istituito nel vecchio quartiere fieristico o Staro Sajmište, vicino a Zemun sull'altra sponda del fiume Sava, nel territorio dello Stato Indipendente di Croazia, per processare ed eliminare ebrei, serbi, rom e gli altri catturati.
L'8 dicembre 1941, a tutti gli ebrei di Belgrado rimasti fu ordinato di presentarsi agli uffici della Judenreferat, la polizia ebraica della Gestapo. Dopo aver consegnato le chiavi delle loro case, i tedeschi li portarono attraverso il ponte di barche sul Sava al nuovo campo di Sajmište. In totale, 7 000 donne e bambini ebrei furono quindi sepolti nel quartiere fieristico del campo bombardato durante l'inverno.
Le prime vittime dei gaswagen furono il personale e i pazienti dei due ospedali ebraici di Belgrado: in due giorni, nel marzo 1942, i tedeschi caricarono oltre 800 persone, per lo più pazienti, in gruppi tra 80 e 100 individui, morirono per avvelenamento da monossido di carbonio mentre il furgone si dirigeva verso i luoghi di sterminio di Jajinci.
Dopo che gli ospedali ebrei furono svuotati, iniziò la distruzione delle donne e dei bambini ebrei a Semlin. Come spiega lo storico Christopher Browning:
Tra il 19 marzo e il 10 maggio, gli autisti, Götz e Meyer, accompagnati dal comandante del campo Herbert Andorfer, effettuarono tra i 65 e i 70 viaggi tra Semlin e Jajinci, uccidendo così 6 300 detenuti ebrei: dei quasi 7 000 ebrei internati a Semlin, sopravvissero meno di 50 donne. Le vittime del campo inclusero 10 600 serbi e innumerevoli rom. I gendarmi di Milan Nedić, Dimitrije Ljotić e altri cetnici nel settembre 1944 catturarono i circa 455 ebrei rimasti in Serbia, in seguito consegnati al campo di Banjica dove furono immediatamente uccisi.

### La distruzione del trasporto di Kladovo

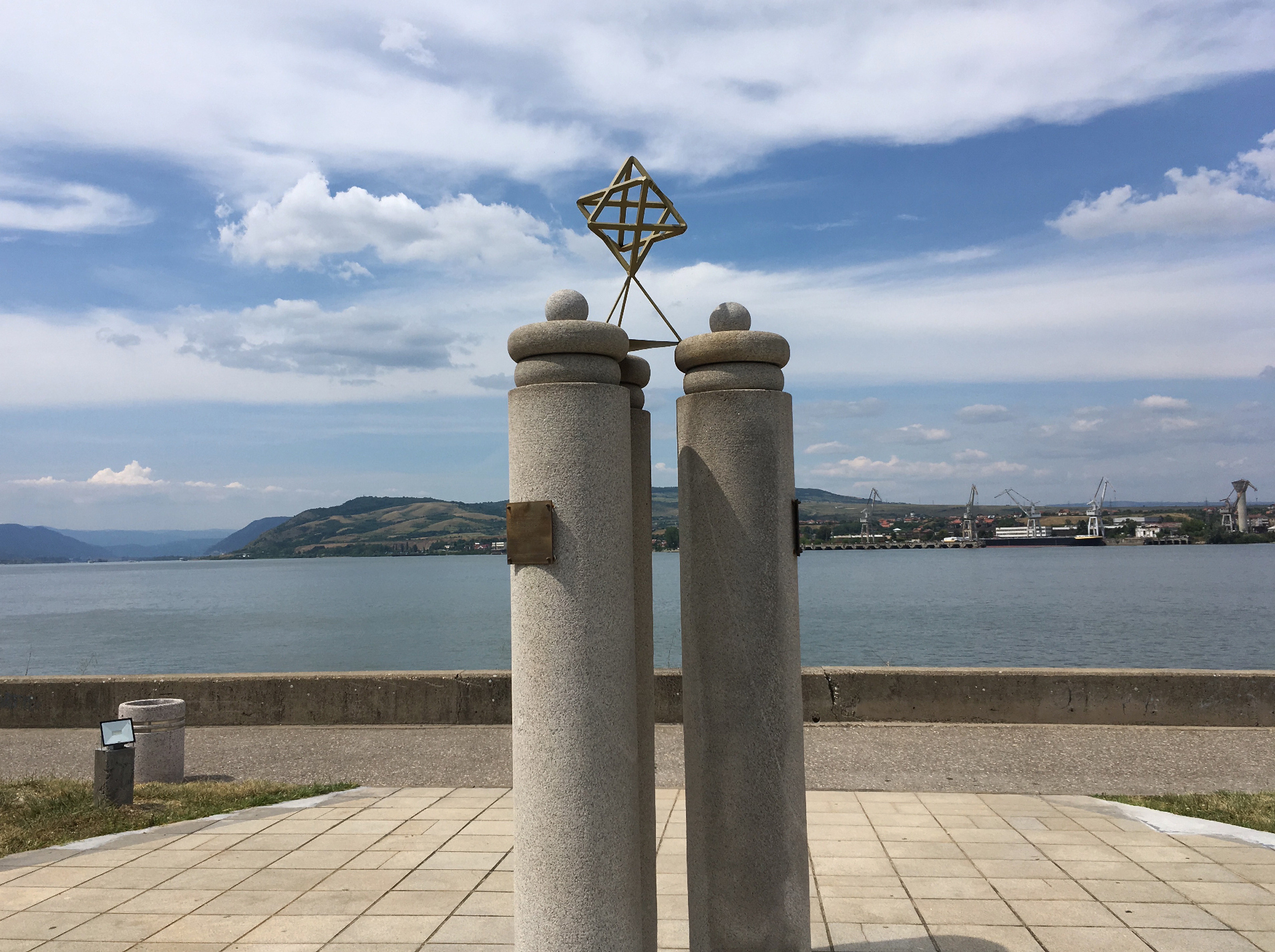
Monumento ai trasporti di Kladovo

Nel dicembre 1939, le navi che trasportavano circa 1 200 rifugiati ebrei, per lo più provenienti da Austria e Germania, sbarcarono a Kladovo, al confine della Serbia con la Romania. In fuga dai nazisti, stavano viaggiando lungo il Danubio verso il Mar Nero per raggiungere la Palestina, ma a causa delle limitazioni britanniche all'emigrazione ebraica in Palestina, le autorità rumene rifiutarono loro il passaggio. Inizialmente vissero a bordo delle navi a Kladovo, con l'aiuto della comunità ebraica di Belgrado; nel settembre 1940 furono reinsediati nella città serba di Šabac, alcuni trasferendosi in case private, altri vivendo in strutture comunitarie. Accolti dal sindaco e dalla cittadinanza, hanno ripreso le attività culturali, educative e religiose; alcuni giovani si unirono anche alla squadra di calcio della città.
Nell'aprile 1941, quando i tedeschi invasero la Serbia, incarcerarono il trasporto di Kladovo e gli ebrei locali in un campo di internamento vicino alla città. Nel settembre 1941, come rappresaglia per un attacco partigiano a Šabac, i tedeschi costrinsero gli ebrei a una "marcia sanguinante" di 46 chilometri, durante la quale uccisero 21 ritardatari. Nell'ottobre 1941, le squadre della Wehrmacht spararono al resto degli uomini ebrei, come parte delle esecuzioni dei 2 100 ostaggi per rappresaglia nei confronti dei 21 soldati tedeschi uccisi dai partigiani.
Nel gennaio 1942, i tedeschi portarono le donne e i bambini a Zemun, poi li costrinsero a marciare per 10 chilometri attraverso la neve fino al campo di concentramento di Sajmište, alcuni bambini morirono lungo la strada: con l'eccezione di due trasportatrici di Kladovo che riuscirono a sopravvivere, tutte le donne sono state successivamente uccise dai tedeschi per asfissia nei gaswagen, insieme a donne e bambini ebrei provenienti da tutta la Serbia.

### L'Olocausto nel Banato
L'etnia locale tedesca del Danubio, le autorità sveve o shwovish del Banato, contribuirono alla realizzazione dell'Olocausto in quella zona della Serbia occupata dai tedeschi. Furono deportati un numero stimato tra i 4 000 e i 10 000 ebrei presso le autorità militari tedesche in Serbia dalle autorità locali di etnia tedesca, sotto il comando di Sepp Janko, per essere poi uccisi nei campi di concentramento tedeschi.

## Il ruolo della Wehrmacht
Sebbene la Wehrmacht, dopo la guerra, abbia dichiarato di non aver preso parte ai programmi di genocidio, il generale Böhme e i suoi uomini pianificarono ed eseguirono il massacro di oltre 20 000 ebrei e zingari senza alcun segnale da Berlino.
Come osserva Tomasevich:
Un soldato tedesco scrisse dopo la guerra, "l'uccisione degli ebrei non aveva alcuna relazione con gli attacchi dei partigiani", le rappresaglie fornivano semplicemente "un alibi per lo sterminio degli ebrei". Il capo dell'amministrazione militare in Serbia, Harald Turner, giustificò l'uccisione degli ebrei insieme agli ostaggi serbi, per praticità ("loro [gli ebrei] sono quelli che abbiamo nel campo" e "la questione ebraica si risolve più rapidamente in questo modo"), aggiungendo che "[gli ebrei] sono anche cittadini serbi e devono scomparire".

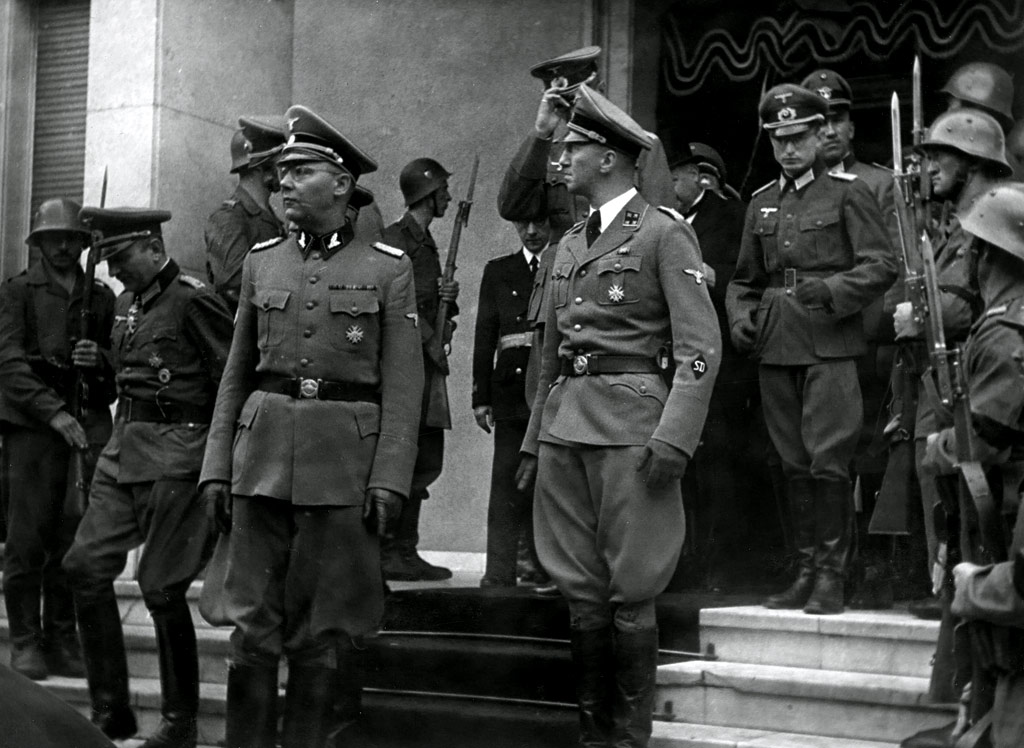
Emanuel Schäfer e Bruno Sattler a Belgrado, 1943

Al tempo della Conferenza di Wannsee, l'esercito tedesco aveva già ucciso quasi tutti gli uomini ebrei in Serbia e nel Banato, e aveva radunato le donne e i bambini ebrei nel campo di concentramento di Sajmiste, in preparazione al loro sterminio nella primavera del 1942. Il comandante delle SS Harald Turner, capo dell'amministrazione militare tedesca in Serbia, ha riassunto come i nazisti hanno compiuto il genocidio degli ebrei serbi:
Sebbene i tedeschi fossero esclusivamente responsabili del tentativo di sterminio degli ebrei della Serbia vera e propria, furono assistiti dai collaborazionisti locali che aiutarono a radunare gli ebrei, i rom e i serbi che si opponevano all'occupazione tedesca. Dimitrije Ljotić fondò il partito fascista serbo filo-nazista e pan-serbo ZBOR. Fu un'organizzazione molto attiva che pubblicò una grande quantità di letteratura antisemita estrema. L'ala militare di ZBOR, la cosiddetta Serbisches SS-Freiwilligen Korps, sostenne attivamente la Gestapo nell'eliminazione degli ebrei.
Emanuel Schäfer, comandante della polizia di sicurezza e della Gestapo in Serbia, condannato in Germania nel 1953 per l'omicidio di 6 000 ebrei serbi a Sajmiste, inviò un noto telegrafo a Berlino dopo che gli ultimi ebrei furono uccisi nel maggio 1942:
Allo stesso modo, Harald Turner delle SS, poi giustiziato a Belgrado per crimini di guerra, dichiarò nel 1942 che:
Quando la Serbia e le regioni orientali della Jugoslavia furono liberate nel 1944, la maggior parte degli ebrei serbi era già stata assassinata. Degli 82 500 ebrei della Jugoslavia vivi nel 1941, solo 14 000, cioè il 17%, sopravvissero all'Olocausto. Della popolazione ebraica serba di 16 000, i nazisti ne uccisero circa 14 500
Lo storico Christopher Browning che ha partecipato alla conferenza sul tema dell'Olocausto e del coinvolgimento serbo ha dichiarato:

### Ruolo dei collaborazionisti

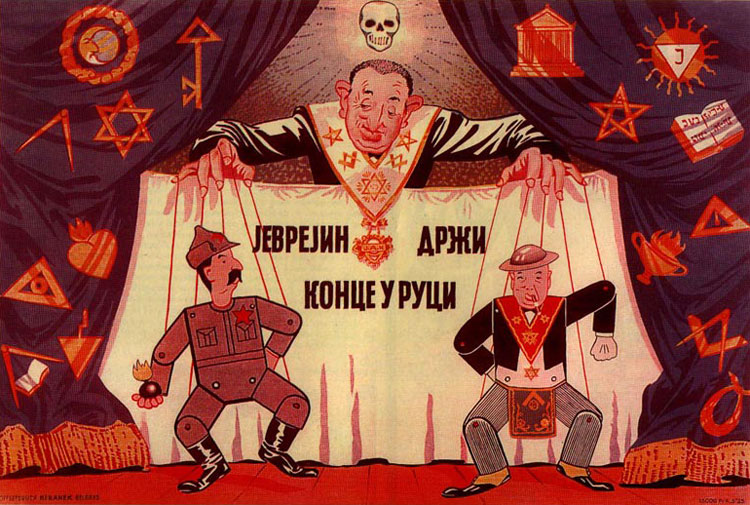
Manifesto di propaganda antisemita e antimassonico del regime quisling di Nedić

Per aiutare nella lotta contro la crescente resistenza guidata dai partigiani in Serbia, l'esercito tedesco istituì un'amministrazione collaborazionista interamente sottomessa e con poteri limitati, sotto la guida di Milan Nedić. Mentre i tedeschi diressero completamente l'Olocausto in Serbia e uccisero in massa gli ebrei, le forze collaborazioniste assistettero in diversi modi. Sotto la direzione tedesca, la polizia speciale quisling registrava gli ebrei e applicava le norme naziste, come ad esempio indossare le stelle gialle. Successivamente l'esercito tedesco eseguì i rastrellamenti di massa degli ebrei per portarli nei campi di concentramento, ma fece affidamento sulle forze di quisling per trovare e catturare gli ebrei che riuscirono a eludere i rastrellamenti. Così dal 1942 al 1944 le forze collaborazioniste catturarono e consegnarono almeno 455 ebrei ai tedeschi, alcuni ebrei che si nascosero nelle campagne furono uccisi e derubati dai cetnici.
I tedeschi e i collaborazionisti gestirono congiuntamente il campo di concentramento di Banjica, dove tra i 23 697 detenuti registrati, 688 furono ebrei. La Gestapo uccise 382 di questi ebrei a Banjica, deportando il resto negli altri campi di concentramento.
I collaborazionisti, in particolare i membri del ZBOR, organizzarono la propaganda antisemita, mentre la propaganda cetnica affermò che la resistenza partigiana era composta dagli ebrei. Dopo lo sterminio nazista della maggior parte degli ebrei serbi, un documento collaborazionista di Nedić osservò che "a causa dell'occupante, ci siamo liberati degli ebrei, e ora spetta a noi liberarci di altri elementi immorali che ostacolano la spiritualità e unità nazionale".
I tedeschi misero la regione del Banato sotto il controllo dei collaborazionisti locali di minoranza tedesca. Questi eseguirono i primi rastrellamenti di massa degli ebrei serbi, inviando gli ebrei locali nei campi di concentramento tedeschi vicino a Belgrado, dove furono tra i primi ad essere uccisi dalle forze tedesche.

## Numero di vittime

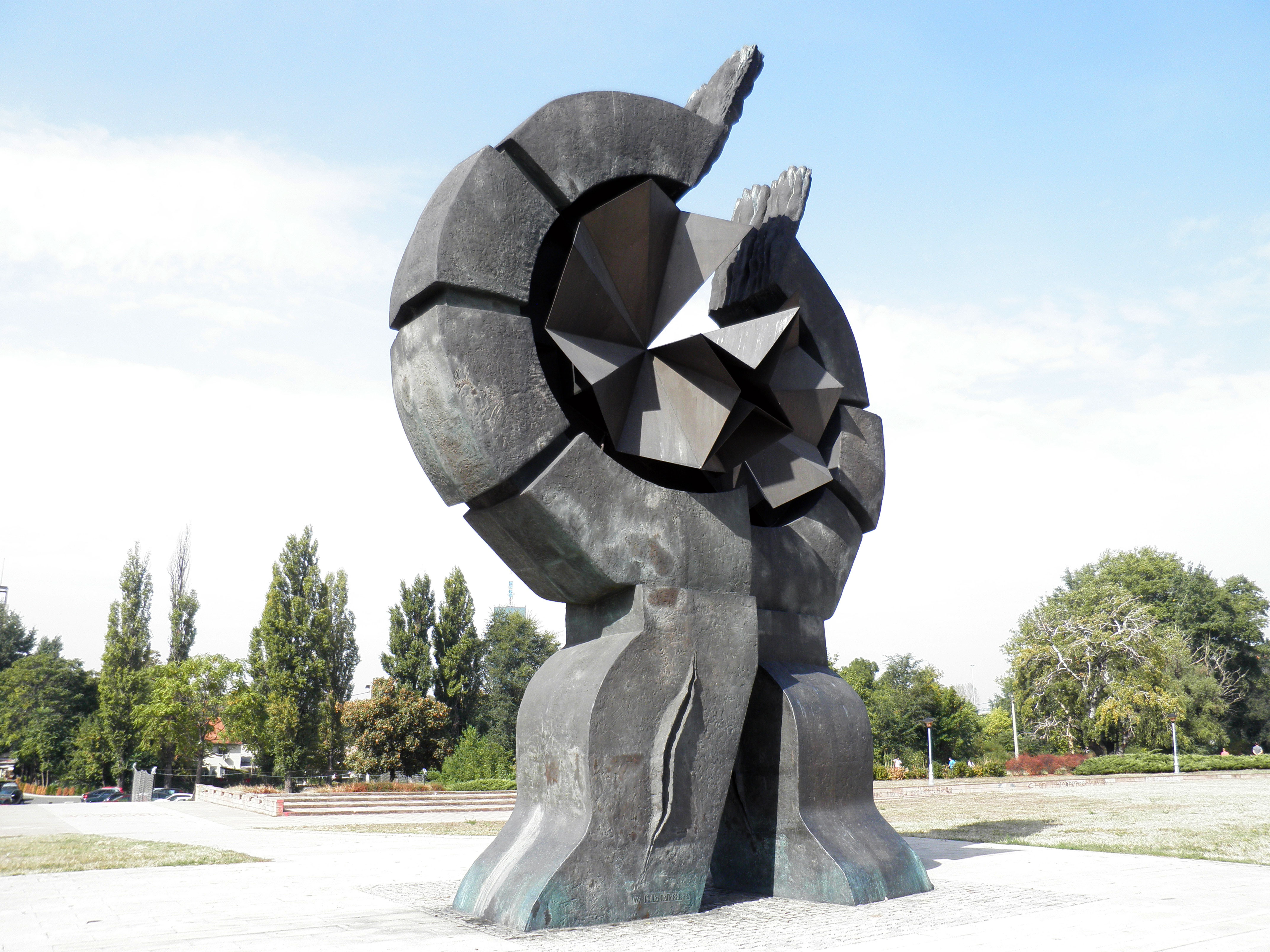
Il monumento che commemora le vittime del campo di concentramento di Sajmište

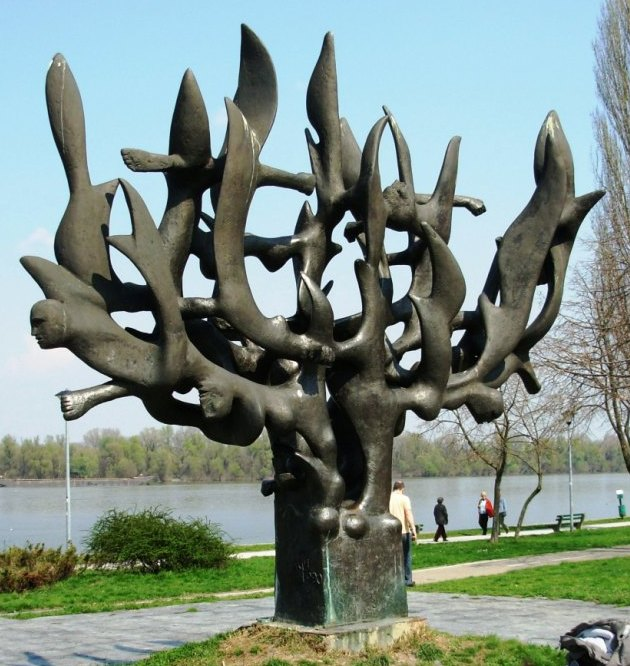
Il monumento alle vittime dell'Olocausto a Belgrado

Della popolazione ebraica di 16 000 abitanti nella Serbia occupata dai tedeschi, i nazisti ne uccisero circa 14 500
Citando Jasa Romano, Tomasevich osserva che in Serbia, i tedeschi uccisero 11 000 ebrei, più altri 3 800 ebrei dalla regione del Banato, controllata dalla minoranza tedesca.
Secondo Jelena Subotić, dei 33 500 ebrei che vivevano in Serbia prima dell'occupazione, circa 27 000 furono uccisi nell'Olocausto. Nella Serbia occupata dai tedeschi circa 12 000 dei 17 000 ebrei furono uccisi all'inizio della guerra, inclusi quasi tutti gli 11 000 ebrei di Belgrado.
Secondo gli esperti jugoslavi e i rapporti del dopoguerra delle commissioni governative jugoslave, sembrava che fossero stati uccisi quasi tutti gli ebrei in Serbia, incluso il Banato. Quegli ebrei che si unirono ai partigiani sopravvissero così come i membri ebrei dell'esercito reale jugoslavo catturati durante l'invasione che finirono in Germania come prigionieri di guerra. Ciò significa che il numero degli ebrei assassinati è di circa 16 000 persone mentre Romano nelle sue ultime stime ha ridotto quel numero a 15 000 uccisi.

## I campi di concentramento tedeschi nella Serbia occupata

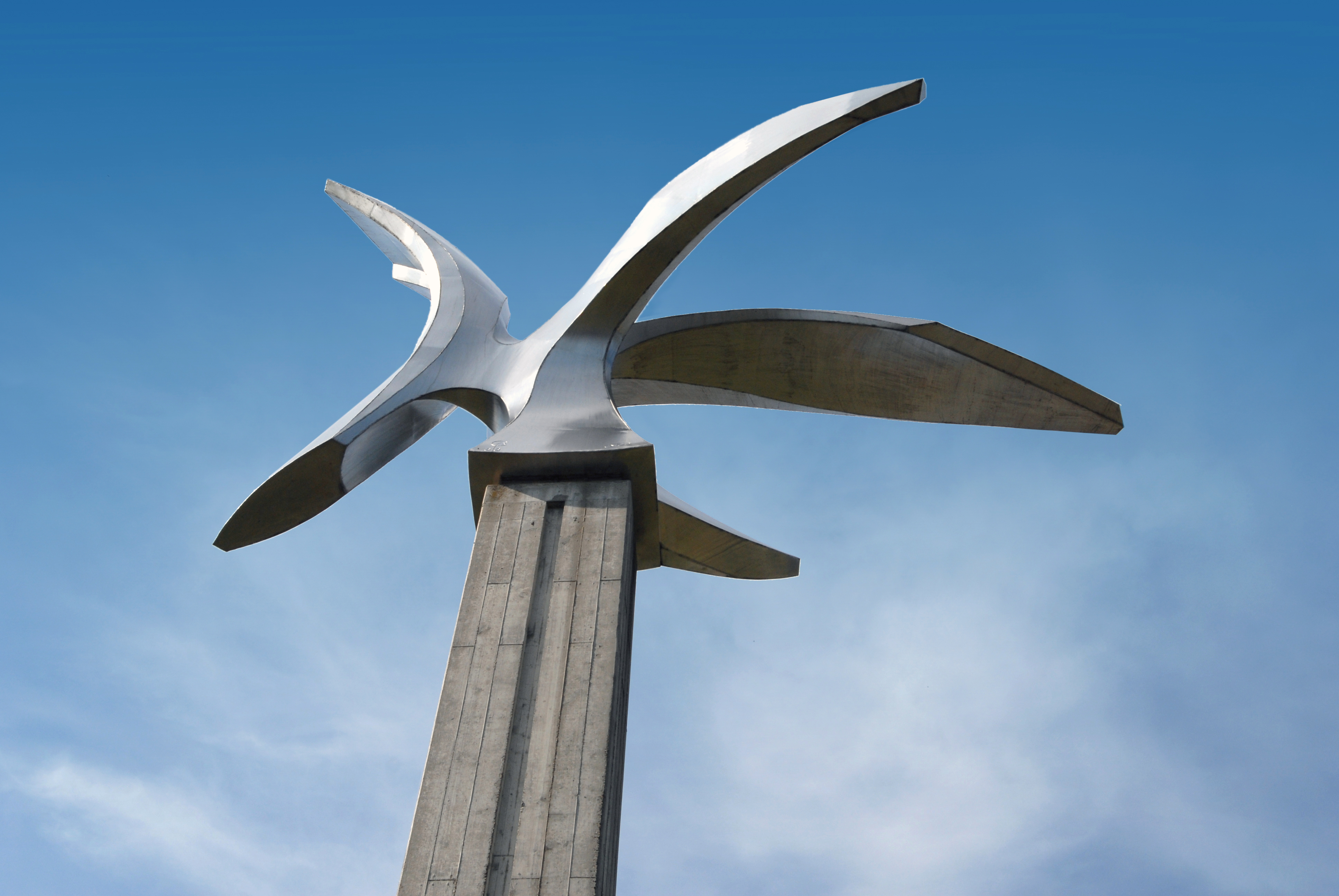
Il monumento ai giustiziati al poligono di Jajinci, parte del campo di concentramento di Banjica

- Campo di concentramento di Sajmište
- Campo di concentramento di Banjica
- Campo di concentramento di Topovske Šupe
- Campo di concentramento di Crveni Krst

## Aiuto dato dai civili serbi
Nel 2019, Yad Vashem riconobbe 139 serbi come Giusti tra le nazioni. I numeri dei Giusti non sono necessariamente un'indicazione del numero effettivo di soccorritori in ogni Paese, ma riflettono i casi che sono stati messi a disposizione di Yad Vashem.
Jaša Almuli, ex presidente dell'Associazione Ebraica di Belgrado, scrisse che il numero degli ebrei salvati non era più alto perché le forze di occupazione introdussero il regime più crudele d'Europa, oltre all'Unione Sovietica, che includeva le leggi di rappresaglia e prescriveva le esecuzioni. Raphael Lemkin notò che ai serbi fu proibito aiutare gli ebrei con ordini che prevedevano la pena di morte per chi proteggesse o nascondesse ebrei, o accettasse e acquistasse da loro oggetti di valore.

## Restituzione di immobili
La Serbia è stato il primo paese in Europa ad aver adottato una legge per la restituzione delle proprietà degli ebrei senza eredi vittime dell'Olocausto. Secondo questa legge, oltre alla restituzione, la Serbia effettuerà un pagamento annuale di 950 000 euro dal suo bilancio all'Unione dei comuni ebraici a partire dal 2017. L'Organizzazione Mondiale per la Restituzione Ebraica (WJRO) ha elogiato l'adozione di questa legge mentre il suo presidente ha invitato gli altri paesi a seguire l'esempio della Serbia. L'Ambasciata di Israele in Serbia ha rilasciato un comunicato accogliendo favorevolmente l'adozione di questa legge e sottolineando che la Serbia dovrebbe essere un esempio per gli altri paesi in Europa. Il comunicato dell'Ambasciata di Israele ha concluso:"La nuova legge è un atto nobile di un grande Paese che darà nuova vita all'attuale piccola comunità ebraica".

## Il revisionismo in Serbia
Durante gli anni '90, il ruolo svolto da Nedić e Ljotić nello sterminio degli ebrei serbi è stato minimizzato da diversi storici serbi. Nel 1993, l'Accademia serba delle scienze e delle arti ha inserito Nedić tra i 100 serbi più importanti.
Nel 2006, un ritratto di Milan Nedić è stato appeso insieme a quelli di altri capi di Stato serbi nell'edificio del governo serbo. Questo e altri tentativi di riabilitazione di Nedić sono stati oggetto di aspre critiche, anche da parte di Aleksandar Lebl, capo dell'Associazione delle comunità ebraiche della Serbia, che ha affermato che "Nedić era antisemita, così come il suo governo, la polizia e le forze armate - tutti questi hanno preso parte alla persecuzione degli ebrei, solo gli iniziatori e gli esecutori erano tedeschi". Nel 2009, il ritratto di Nedić è stato rimosso su iniziativa di Ivica Dačić.
Dopo lo scioglimento della Jugoslavia, i consiglieri locali di Smederevo hanno organizzato una campagna per far intitolare la piazza più grande della città a Ljotić. I consiglieri hanno difeso il compito di Ljotić in tempo di guerra, giustificando l'iniziativa affermando che "[la collaborazione]... è ciò che richiedeva la sopravvivenza biologica del popolo serbo" durante la seconda guerra mondiale. Successivamente, la rivista serba Pogledi ha pubblicato una serie di articoli nel tentativo di scagionare Ljotić.
Nel 1996, il futuro presidente jugoslavo Vojislav Koštunica ha elogiato Ljotić in una dichiarazione pubblica. Koštunica e il suo Partito Democratico di Serbia (Demokratska strranka Srbije, DSS) ha condotto attivamente una campagna per riabilitare le figure come Ljotić e Nedić dopo il rovesciamento di Slobodan Milošević e del suo governo socialista nell'ottobre 2000.